# Fokus (Kroatien)
Fokus ist eine liberale Partei in Kroatien, die 2020 gegründet wurde. Sie ist Teil der Allianz der Liberalen und Demokraten für Europa (ALDE).

## Geschichte
Die Partei wurde am 27. März 2020 gegründet. Ihr erster Vorsitzender wurde der stellvertretende Bürgermeister von Sveta Nedelja Davor Nađi Stellvertretender Vorsitzender wurde der Bürgermeister von Pirovac Ivan Gulam. Beide waren zuvor Mitglied der Partei Hrvatska narodna stranka – Liberalni demokrati. Vizevorsitzender wurde der Bürgermeister von Slatina Dario Vrbasilja, der zuvor Mitglied der HDZ war.
Die Partei nahm an der Parlamentswahl in Kroatien 2020 teil und schloss ein Wahlbündnis mit der Partei Pametno (heute Centar) und der Partei Dalija Oreskovic und Leute mit Vor- und Nachnamen. Dabei gelang es dem Bündnis, 3 Sitze im Sabor zu erringen, von denen jede Partei eine bekam. Für die Partei zog Dario Zurovec in den Sabor ein.
Bei den Kommunalwahlen in Kroatien 2021 gelang es der Partei vier Bürgermeister in Sveta Nedelja, Dugo Selo, Sveti Ivan Zelina und Samobor zu gewinnen.
Für die Parlamentswahl 2024 ging die Partei eine Koalition mit der Partei Republika ein. Sie konnte ein Mandat erringen.
2024 verließen Dario Zurovec und einige andere Politiker die Partei. Damit verlor die Partei ihr Mandat im Sabor.

## Programm
Die Partei setzt sich für niedrigere Steuern, Digitalisierung, eine Reduktion von Angestellten im Öffentlichen Dienst und einem verstärkten Kampf gegen Korruption ein.

## Wahlen (Kroatisches Parlament)
| Jahr | Stimmen (Bündnis) | Stimmanteil | gewonnene Mandate | Differenz | Wahlbündnis                       | Regierung  |
| ---- | ----------------- | ----------- | ----------------- | --------- | --------------------------------- | ---------- |
| 2020 | 66399             | 3,98 %      | 1/151             | -         | Wahlbündnis mit Pametno und SsIiP | Opposition |
| 2024 | 47715             | 2,25 %      | 1/151             | -         | Wahlbündnis mit Republika         | Opposition |